# ألكساندريا (مينيسوتا)
ألكساندريا هي مدينة في مقاطعة ومقر مقاطعة دوغلاس، مينيسوتا، الولايات المتحدة. وبلغ عدد سكانهاعام 2008 12415 نسمة.ألكساندريا تقع بالقرب من الطريق السريع 94وأيضاً تقع على طول الطرق السريعة 27 و29 لولاية مينيسوتا. يقع ليك كارلوس ستات بارك على بعد 10 ميل شمال ألكساندريا.

## التركيبة السكانية
قام مكتب تعداد الولايات المتحدة بتحديد بيانات التركيبة السكانية لألكساندريا في تعداد الولايات المتحدة. في ما يلي، التركيبة السكانية حسب تعدادي 2000 و2010.

### تعداد عام 2000
بلغ عدد سكان الإسكندرية 6,260 نسمة بحسب تعداد عام 2000، وبلغ عدد الأسر 2,481 أسرة وعدد العائلات 1,654 عائلة مقيمة في المدينة. في حين سجلت الكثافة السكانية 2,308.6 نسمة لكل ميل مربع (891.4/كم2). وبلغ عدد الوحدات السكنية 2,704 وحدة بمتوسط كثافة قدره 997.2 نسمة لكل ميل مربع (385.0/كم2).
وتوزع التركيب العرقي للمدينة بنسبة 98.10% من البيض و0.08% من الأمريكيين الأصليين و0.11% من الأمريكيين ذوي الأصول الآسيوية و0.02% من سكان جزر المحيط الهادئ و0.46% من الأمريكيين الأفارقة و0.80% من عرقين مختلطين أو أكثر.
بلغ عدد الأسر 2,481 أسرة كانت نسبة 33.9% منها لديها أطفال تحت سن الثامنة عشر تعيش معهم، وبلغت نسبة الأزواج القاطنين مع بعضهم البعض 49.0% من أصل المجموع الكلي للأسر، ونسبة 12.7% من الأسر كان لديها معيلات من الإناث دون وجود شريك، وكانت نسبة 33.3% من غير العائلات. تألفت نسبة 28.9% من أصل جميع الأسر من أفراد ونسبة 13.1% كانوا يعيش معهم شخص وحيد يبلغ من العمر 65 عاماً فما فوق. وبلغ متوسط حجم الأسرة المعيشية 3.04، أما متوسط حجم العائلات فبلغ 2.48.
بلغ العمر الوسطي للسكان 35 عاماً. وكانت نسبة 27.8% من القاطنين تحت سن الثامنة عشر، وكانت نسبة 8.9% بين الثامنة عشر والأربعة وعشرون عاماً، ونسبة 28.0% كانت واقعةً في الفئة العمرية ما بين الخامسة والعشرين حتى الرابعة والأربعين عاماً، ونسبة 19.5% كانت ما بين الخامسة والأربعين حتى الرابعة والستين، ونسبة 15.9% كانت ضمن فئة الخامسة والستين عاماً فما فوق. يوجد لكل 100 أنثى 91.4 ذكر، ويوجد لكل 100 أنثى في الثامنة عشر من عمرها فما فوق 87.4 ذكر.
بلغ متوسط دخل الأسرة في المدينة 35,359 دولار، أما متوسط دخل العائلة فبلغ 42,731 دولار. وكان متوسط دخل الذكور 30,529 دولار مقابل 23,384 دولار للإناث. وسجل دخل الفرد الخاص بالمدينة 15,578 دولار. وكانت نسبة 4.2% من العائلات ونسبة 7.0% من السكان تحت خط الفقر، وكان من هؤلاء نسبة 4.1% تحت سن الثامنة عشر ونسبة 15.0% في الخامسة والستين من العمر وما فوق.

### تعداد عام 2010
بلغ عدد سكان ألكساندريا 11,070 نسمة بحسب تعداد عام 2010، وبلغ عدد الأسر 5,298 أسرة وعدد العائلات 2,552 عائلة مقيمة في المدينة. في حين سجلت الكثافة السكانية 693.6 نسمة لكل ميل مربع (267.8/كم2). وبلغ عدد الوحدات السكنية 5,821 وحدة بمتوسط كثافة قدره 364.7 لكل ميل مربع (140.8/كم2).
وتوزع التركيب العرقي للمدينة بنسبة 96.3% من البيض و0.4% من الأمريكيين الأصليين و0.7% من الأمريكيين ذوي الأصول الآسيوية و0.8% من الأمريكيين الأفارقة و1.4% من عرقين مختلطين أو أكثر.
بلغ عدد الأسر 5,298 أسرة كانت نسبة 21.8% منها لديها أطفال تحت سن الثامنة عشر تعيش معهم، وبلغت نسبة الأزواج القاطنين مع بعضهم البعض 35.2% من أصل المجموع الكلي للأسر، ونسبة 9.5% من الأسر كان لديها معيلات من الإناث دون وجود شريك، بينما كانت نسبة 3.4% من الأسر لديها معيلون من الذكور دون وجود شريكة وكانت نسبة 51.8% من غير العائلات. تألفت نسبة 41.8% من أصل جميع الأسر من أفراد ونسبة 18.5% كانوا يعيش معهم شخص وحيد يبلغ من العمر 65 عاماً فما فوق. وبلغ متوسط حجم الأسرة المعيشية 2.74، أما متوسط حجم العائلات فبلغ 2.02.
بلغ العمر الوسطي للسكان 38.8 عاماً. وكانت نسبة 19.1% من القاطنين تحت سن الثامنة عشر، وكانت نسبة 13.3% بين الثامنة عشر والأربعة وعشرون عاماً، ونسبة 23.6% كانت واقعةً في الفئة العمرية ما بين الخامسة والعشرين حتى الرابعة والأربعين عاماً، ونسبة 22.1% كانت ما بين الخامسة والأربعين حتى الرابعة والستين، ونسبة 22% كانت ضمن فئة الخامسة والستين عاماً فما فوق. وتوزع التركيب الجنسي للسكان بنسبة 48.3% ذكور و51.7% إناث.